# Natty Dread (album)
Pour les articles homonymes, voir Natty Dread.
Albums de Bob Marley and the Wailers
Burnin'
(1973) Live!
(1975)
Natty Dread est le premier album enregistré par Bob Marley après que Peter Tosh et Bunny Wailer avaient quitté les Wailers. Le nom « The Wailers » désignait désormais le groupe de Bob, la formation qui l’accompagnait aussi bien en studio que sur scène. Les chœurs de Peter et Bunny furent remplacés par ceux des I-Threes.
Le ton militant de l'album est inspiré par le climat violent qui régnait en Jamaïque lors de l'enregistrement, au début de l'année 1974.
Les morceaux furent mixés en août au Island Studio de Londres.
En 1982, l'album est certifié disque d'or en France pour plus de 100 000 exemplaires vendus.
En 2003, il est placé en 182e position du classement des 500 plus grands albums de tous les temps du magazine Rolling Stone (en 181e position du classement 2012). Il est cité dans les 1001 albums qu'il faut avoir écoutés dans sa vie de Robert Dimery.

## Titres
Face A
1. Lively Up Yourself (Bob Marley) 5:11
2. No Woman, No Cry (Vincent Ford) 3:46
3. Them Belly Full (Lecon Cogill/Carlton Barrett) 3:13
4. Rebel Music (3 o'Clock Road Block) (Aston Barrett/Hugh Peart) 6:45

Face B
1. So Jah Seh (Rita Marley/Willy Francisco) 4:27
2. Natty Dread (Rita Marley/Alan Cole) 3:35
3. Bend Down Low (Bob Marley) 3:21
4. Talkin' Blues (Lecon Cogill/Carlton Barrett) 4:06
5. Revolution (Bob Marley) 4:23

Le morceau Am-A-Do fut enregistré pour l'album, mais supprimé de la maquette finale par la suite. Il a été rajouté comme piste bonus de l'édition remasterisée sortie en 2001.

## Musiciens
- Voix, guitare - Bob Marley
- Voix - I Threes (Rita Marley, Judy Mowatt, Marcia Griffiths)
- Basse - Aston Barrett
- Batterie - Carlton Barrett
- Guitare - Al Anderson
- Clavier - Bernard Harvey, Earl Lindo (sur No Woman, No Cry)
- Harmonica - Lee Jaffe
- Saxophone ténor - Tommy McCook, Glen Da Costa
- Trombone - Vin Gordon
- Trompette - David Madden
- Percussions - Alvin Patterson

## Anecdotes
L'album devait s'appeler Knotty Dread, mais Island préféra l'écrire Natty Dread, ce qui, pour Bob, n'avait pas du tout la même signification .
Découvrant que, à cause du contrat qu'il avait signé en 1968 avec Johnny Nash, Danny Sims et Arthur Jenkins, tous les droits d’auteur générés par le succès mondial de I Shot the Sheriff (repris par Clapton) revenaient presque intégralement à leur maison d'édition Cayman Music, Bob décida d'utiliser les noms de ses amis pour signer ses nouvelles chansons. [réf. nécessaire]

## Classements et certifications
| Classement (1975)                 | Meilleure position |
| --------------------------------- | ------------------ |
| États-Unis (Billboard 200)        | 92                 |
| États-Unis (Billboard R&B Albums) | 44                 |
| Royaume-Uni (UK Albums Chart)     | 43                 |

| Classement (1981)        | Meilleure position |
| ------------------------ | ------------------ |
| Nouvelle-Zélande (RIANZ) | 44                 |

| Pays              | Certification | Date             | Ventes |
| ----------------- | ------------- | ---------------- | ------ |
| Royaume-Uni (BPI) | Argent        | 1er janvier 1983 | 60 000 |